# Balde (Erndtebrück)
Balde (mundartlich e da Baalde) ist ein Ortsteil von Erndtebrück im Kreis Siegen-Wittgenstein in Nordrhein-Westfalen.
Das Dorf hat etwa 300 Einwohner. 

## Geographie

### Lage
Balde liegt fast zentral im Wittgensteiner Land. Ein kleiner Teil im Süden des Ortes erstreckt sich am Steinigen Kopf (634 m) über die Lahn-Eder-Wasserscheide, die zugleich die Wasserscheide Rhein-Weser bildet.
Von hier kann man bei klarer Witterung genau im Süden den Großen Feldberg im Taunus in 84 km Entfernung (Luftlinie) erblicken. 
Im Norden des Ortes verläuft der 51. nördliche Breitengrad.

### Nachbarorte
- Rinthe
- Weidenhausen
- Schameder
- Stünzel

## Geschichte
Die ersten urkundlichen Zeugnisse weisen auf das Jahr 1538, wo der Ort im Zusammenhang mit dem Kirchspiel Weidenhausen genannt wird. Der Ort gehörte in dieser Zeit zum Hause Berleburg. Anfang des 16. Jahrhunderts war Balde eine Wüstung. 1571 erfolgte die Anlage eines Eisenhammers, da in den Bergen rund um Balde neue Eisenfunde gemacht wurden. 1578 kommen noch Hammerhütten hinzu.
Balde gehörte seit 1781 zur Schulzerei Berghausen. 1819 kommt es zum Wechsel in den Schulzereibezirk Dotzlar. Zur Gemeinde Balde gehörten Leimstruth, Melbach und Rohrbach. 
Der Ort gehört seit der Gebietsreform, die am 1. Januar 1975 in Kraft trat, zur Gemeinde Erndtebrück und war bis zur Eingemeindung eine selbstständige Gemeinde im damaligen Kreis Wittgenstein.

### Einwohnerentwicklung
- 1624: 025 Einwohner in 04 Häusern
- 1819: 082 Einwohner in 10 Häusern
- 1854: 192 Einwohner in 23 Häusern
- 1900: 103 Einwohner
- 1961: 303 Einwohner[3]
- 1970: 344 Einwohner[3]
- 1974: 334 Einwohner[4]
- 1992: 328 Einwohner[5]
- 1995: 323 Einwohner
- 1997: 335 Einwohner
- 2000: 326 Einwohner
- 2002: 334 Einwohner
- 2005: 315 Einwohner
- 2007: 316 Einwohner
- 2010: 300 Einwohner
- 2012: 295 Einwohner
- 2018: 253 Einwohner
- 2020: 250 Einwohner
- 2022: 232 Einwohner

## Söhne und Töchter des Ortes
- Mannus Riedesel (1662–1726), Zimmermeister, der zahlreiche bedeutende Fachwerkbauten vor allem im Wittgensteiner Land und im Siegerland errichtete, geb. in Melbach (Teil von Balde)